# Zhang Sizhi

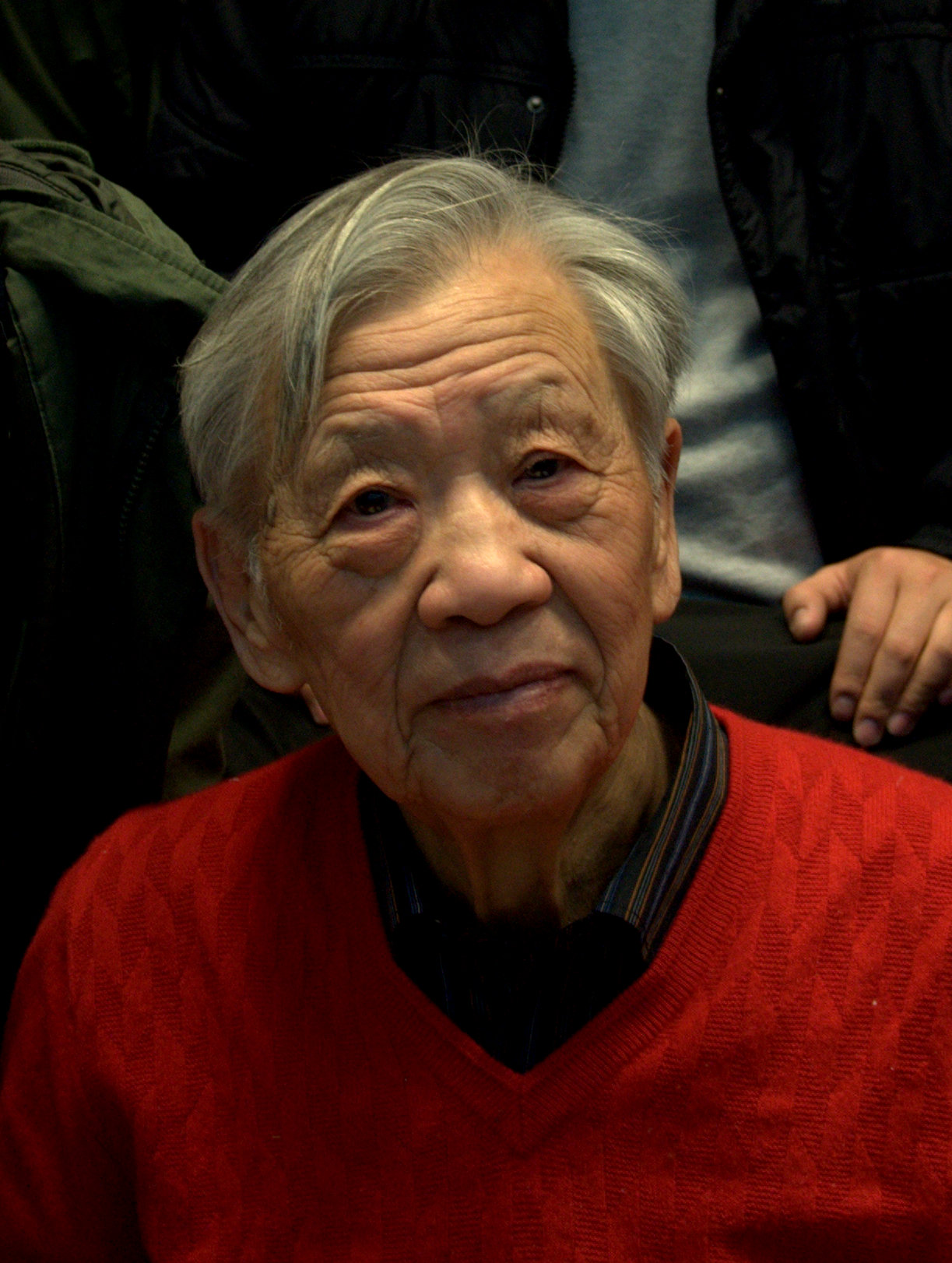
Zhang (2013)

Zhang Sizhi (chinesisch 張思之 / 张思之, Pinyin Zhāng Sīzhī; * November 1927 in Zhengzhou, Provinz Henan, Republik China; † 24. Juni 2022 in Peking) war ein chinesischer Jurist, Hochschullehrer und Bürgerrechtler.

## Leben
Zhang schloss sich 1944 im Alter von 16 Jahren den chinesischen Truppen (Chinese Expeditionary Force) an, die von Burma aus im Zweiten Weltkrieg die japanischen Invasoren in China zusammen mit den Alliierten bekämpften. Nach seiner Entlassung aus der Armee drei Jahre später begann er seine Studien in Xi’an mit dem Ziel Diplomat zu werden. 1950 schloss er an der Chinesischen Volksuniversität in Peking seine Jurastudien ab und nahm 1956 seinen Beruf auf. Das 1954 nach sowjetischem Vorbild in China eingeführte System der Rechtsberatungsbüros wurde bereits 1957 nach der Hundert-Blumen-Bewegung wieder abgeschafft. Zhang gehörte zu den ersten, die in Peking als Rechtsabweichler verurteilt wurden. Er wurde mit 15 Jahren Strafarbeit belegt, die er in der Nähe von Peking ableistete. In dieser Zeit erlebte er die großen Hungersnöte während des Großen Sprungs nach vorn und die Brutalitäten der Kulturrevolution. 1972 durfte er als Lehrer arbeiten und im Mai 1979 wurde er wieder als Rechtsanwalt aktiv. 1980 wurde unter Deng Xiaoping der Berufsstand des Juristen wieder eingeführt.

## Anwalt im Namen der Partei
Zhang wurde beim Prozess gegen die Viererbande von der Kommunistischen Partei Chinas als Verteidiger der Witwe Maos, des Kopfes der angeblichen Verschwörung, eingesetzt. Die gleiche Tätigkeit hatte er im Prozess gegen die Lin Biao-Clique.

## Universitätslaufbahn, Autor und Bürgerrechtler
Sein Ruf als guter, unabhängiger Verteidiger in einem vom Willen der Partei abhängigen Rechtssystem führte dazu, dass er in China geachtet und bewundert wurde. Sein Handbuch Der Beruf des Rechtsanwalts. Theorie und Praxis aus dem Jahre 1985 und seine Rolle als Direktor der Fachzeitschrift Chinesische Rechtsanwälte waren für zukünftige Juristen des Landes richtungweisend.
Zhang wurde 1984 Professor an der Zentraluniversität für Fernunterricht, 1987 Professor an der Pekinger Chinesische Universität für Politikwissenschaft und Recht und später an der Zentraluniversität für Finanzwesen und Wirtschaft.
In mehreren politischen Prozessen ab Beginn der 1990er Jahre war Zhang der Verteidiger der Beschuldigten trotz der bis heute nicht gewährleisteten Unabhängigkeit der Justiz. Beispiele sind Wang Yuntao und Chen Ziming 1991, Bao Tong 1992, Wei Jingsheng 1995, Zheng Enchong 2003 und 2004 Li Zhi. 2006 protestierte er wegen der Drohungen gegen die Wochenbeilage der Tageszeitung der Jugend Chinas zusammen mit Professor Jiang Ping. Zhang war der zweite Unterzeichner der Charta 2008, derentwegen der Friedensnobelpreisträger 2010 Liu Xiaobo 2009 zu elf Jahren Gefängnis verurteilt wurde. 2011 übernahm er die Verteidigung des Rechtsanwalts Li Zhuang, der in Chongqing im Rahmen der Operation Saubere Hände, die Bo Xilai initiiert hatte, angeklagt wurde.

## Auszeichnungen
- 2008: Petra-Kelly-Preis der Heinrich-Böll-Stiftung